# 耶罕·阿兰
耶罕·阿里斯特·阿兰（法語：Jehan Ariste Alain，1911年2月3日—1940年6月20日），法国作曲家，管风琴家。父亲是一位出色的管风琴师，妹妹是著名管风琴家玛丽-克莱尔·阿兰。阿兰1927年进入巴黎音乐学院师从杜卡斯等人学习作曲和管风琴演奏，学业成绩出色，经常获得各种奖项。二战爆发后，阿兰加入法军，成为一名摩托车手。1940年6月，他所在的部队在索米尔遭遇德军，阿兰在消灭了16名德军之后英勇战死。他传世的作品不多，主要是为键盘乐器而作的。他的音乐在和声运用上十分大胆，常有印象派和东方音乐的情调，大大开拓了管风琴的表现力。